# .gp
A .gp Guadeloupe internetes legfelső szintű tartomány kódja, melyet 1996-ban hoztak létre. Karbantartásával a nic.gp foglalkozik. Bárki regisztráltathat ilyen végződésű címet. Mivel a Formula–1, és egyéb autóversenyek futamait GP-nek hívják, ezért a versenypályák körében népszerű lehet ez a végződés.

## Második szintű tartománykódok
- com.gp
- net.gp
- edu.gp
- asso.gp
- org.gp